# Хильдегарий (епископ Кёльна)
Хильдегарий (Хильдегар; лат. Hildegarius или Hildegar; умер 8 августа 753) — епископ Кёльна (между 750 и 752—753).

## Биография
Предполагается, что Хильдегарий происходил из знатной семьи. Тождественен ли он одноимённому аббату Жюмьежа, точно не установлено.
Хильдегарий взошёл на епископскую кафедру в Кёльне не ранее 750 года и не позднее 752 года, став преемником святого Агилольфа.
В 751 году во Франкском государстве был смещён с престола последний король-Меровинг Хильдерик III. Новым правителем франков стал Пипин Короткий из династии Каролингов. Предполагается, что как и подавляющее большинство других иерархов страны, Хильдегарий положительно отнёсся к такой смене власти.
После назначения в 753 году святым Бонифацием своего хорепископа Эобана епископом Утрехта Хильдегарий стал притязать на сан митрополита новой епархии. В подтверждение своих прав он ссылался на дарственную хартию короля Дагоберта I, который передал Кёльнской епархии старинный римский форт Трайект и находившуюся там церковь. На этом основании Хильдегарий обвинил Бонифация в нарушении церковных канонов, из-за чего тот должен был оправдываться в направленном папе римскому Стефану II (III) послании. При этом аргументы, которые приводил в свою защиту святой, не соответствовали установленным тогда правилам, а некоторые были откровенной ложью.
После того как саксы разорили приграничные области Франкского государства и сожгли тридцать церквей, король Пипин Короткий во главе большого войска и с большим числом осадных орудий вторгся в Саксонию. Хильдегарий принял участие в походе, но умер, защищая каструм Юберг (лат. castrum Juberg; возможно, или современный Ибург около Бад-Дрибурга в Северном Рейн-Вестфалии или Бад-Ибург около Оснабрюка в Нижней Саксонии). Вероятно, епископ командовал собранным в его епархии ополчением. О гибели епископа как об одном из важнейших событий похода сообщалось во франкских анналах: «Анналах королевства франков», «Анналах Святого Аманда», «Анналах Петау», «Лоршских анналах», «Ранних Мецских анналах» и «Малых Лоршских анналах».
Преемником Хильдегария на епископской кафедре Кёльна был Беретельм.
Сохранились сведения о временном почитании в средневековье епископа Хильдегария как святого.